# Adolphus Channel
Der Adolphus Channel ist eine natürliche Wasserstraße etwa acht Kilometer nordöstlich der australischen Kap-York-Halbinsel. Er stellt die Hauptverbindung dar zwischen der Inner Route (zwischen der Küste Queenslands und dem Great Barrier Reef) und der Torres-Straße, wo er im Westen zum Great North East Channel und im Osten zum Prince of Wales Channel verbindet. Der Wasserweg verläuft zwischen den Inseln Albany Island im Süden und der knapp acht Kilometer entfernten Mount Adolphus Island im Norden. Er gilt als schwierig, weil dort viele Korallenriffe liegen, die kaum über die Wasseroberfläche ragen. Nur ein rund 2200 Meter breiter Korridor ist frei von Gefahren.
Kap York, der nördlichste Punkt des australischen Kontinents, liegt auf der Westseite des Nordeingangs zum Adolphus Channel.

## Geschichte
Am 28. Februar 1890 lief das britische Passagierschiff Quetta im Adolphus Channel auf einen unter Wasser liegenden Felsen und sank. Der Felsen erhielt den Namen Quetta Rock.